# Vito Angelini
Vito Angelini (Taranto, 10 maggio 1931 – 18 settembre 1999) è stato un politico e operaio italiano.

## Biografia
Per molti anni operaio dell'Arsenale, viene eletto alla Camera nelle file del Partito Comunista Italiano nel 1972 e vi farà parte dalla VI alla IX legislatura.